# USS The Sullivans (DDG-68)
USS The Sullivans (DDG-68) je americký torpédoborec třídy Arleigh Burke. Je osmnáctou postavenou jednotkou své třídy. Postaven byl v letech 1994–1997 loděnicí Bath Iron Works ve městě Bath ve státě Maine. Torpédoborec byl objednán v roce 1992, dne 27. července 1994 byla zahájena jeho stavba, hotový trup byl spuštěn na vodu 12. srpna 1995 a 19. dubna 1997 byl zařazen do služby.

## Služba

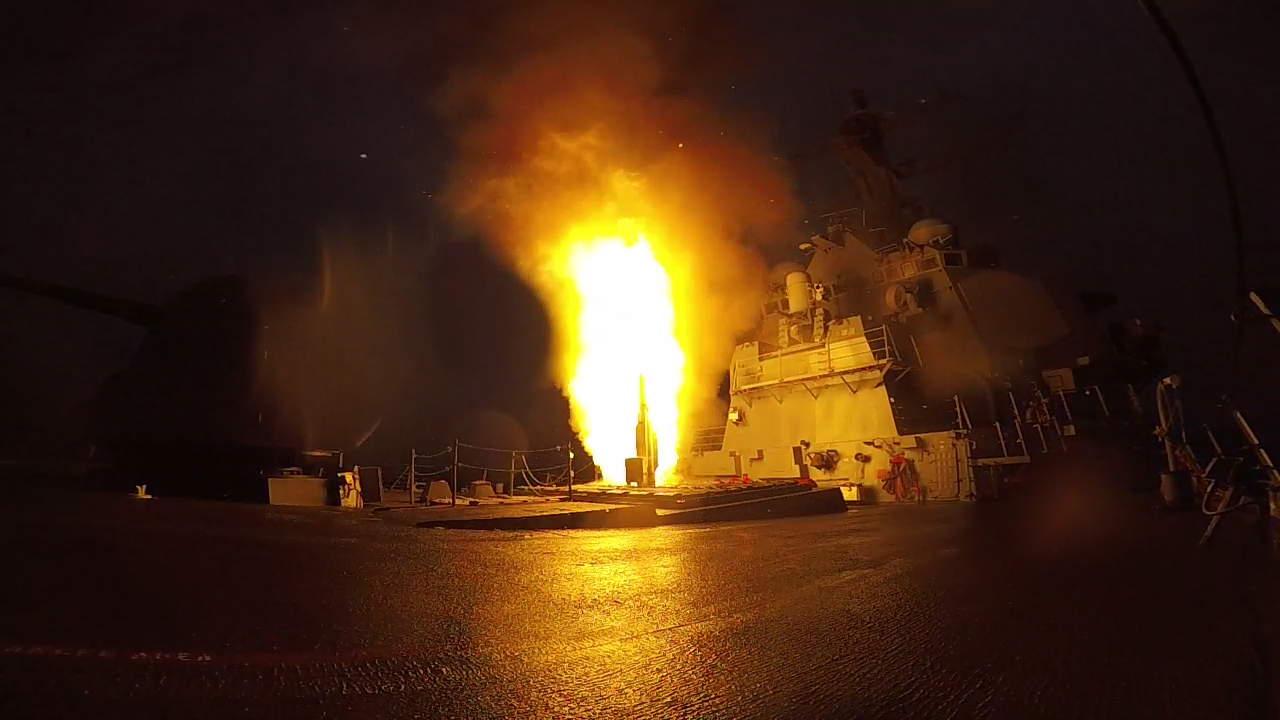
Test protiletadlového systému Aegis

První nasazení plavidla proběhlo od konce roku 1999 do dubna 2000. Od února 2002 byl torpédoborec nasazen v rámci bitevní skupiny letadlové lodě USS John F. Kennedy do operace Trvalá svoboda.